# 太陽神廟 (龐貝)

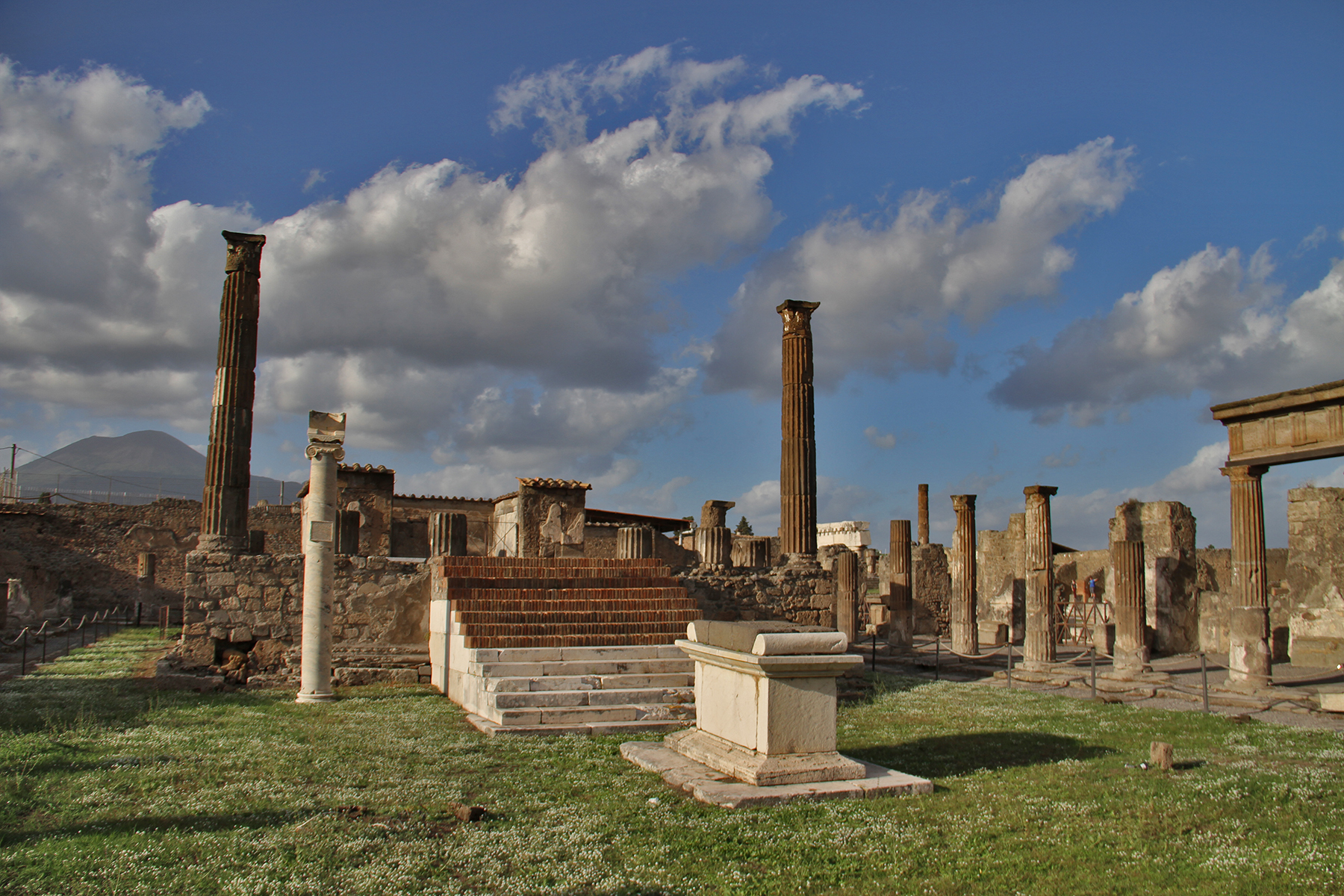
太陽神廟

太陽神廟（Temple of Apollo）是一座位於古羅馬城市龐貝的古羅馬神廟遺跡，修建於西元前120年，奉獻給太陽神阿波羅。該建築也是龐貝最重要的宗教建築。